# الوشلي (صنعاء القديمة)

تعديل مصدري - تعديل

حارة الوشلي هي إحدى حارات مدينة صنعاء القديمة، بلغ تعداد سكانها 539 نسمة حسب تعداد اليمن لعام 2004.